# Johann Sigmund Lindner
Johann Sigmund Lindner (* 15. September 1770 in Kloster Sulz, Stadtvogteiamt Leutershausen; † 14. September 1827 in Erlangen) 
war ein deutscher Jurist, von 1822 bis 1827 erster rechtskundiger Bürgermeister und Ehrenbürger von Erlangen. 

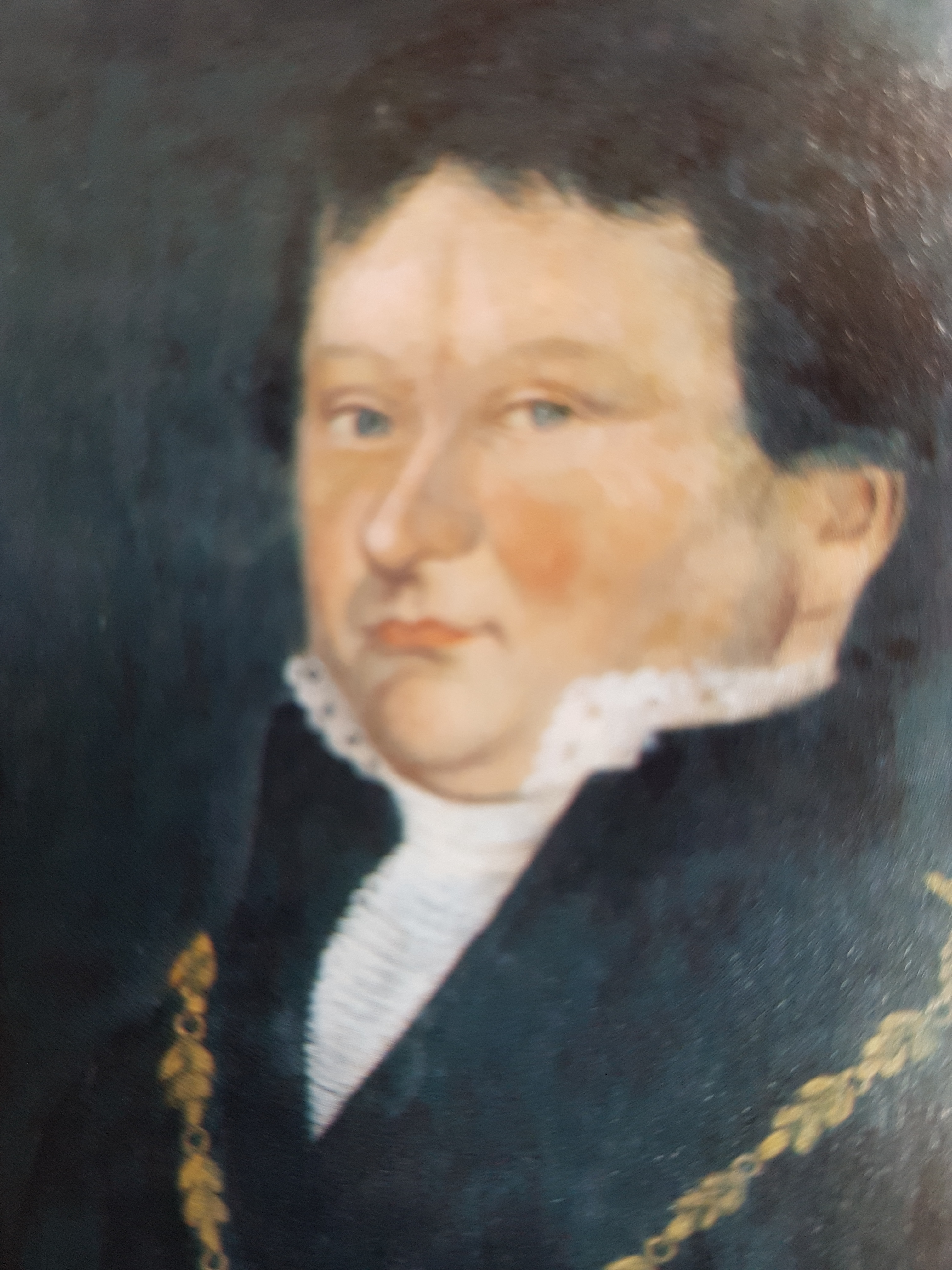
Johann Sigmund Lindner mit Bürgermeisterkette um 1820.

## Leben
Johann Sigmund Lindner war nach seinem Studium der Rechtswissenschaft spätestens ab 1798 als Kopist, dann als Kammeramtmann am Kammeramt Emskirchen tätig. Vorübergehend in den Ruhestand versetzt, ernannt ihn der bayerische König Maximilian I. Joseph am 22. Januar 1813 zum Stiftungsadministrator für den Distrikt Erlangen. In der ersten Wahl nach dem zweiten bayerischen Gemeindeedikt vom 17. Mai 1818 wählte das stimmberechtigte Gremium der Gemeindebevollmächtigten Lindner zum Ersten rechtskundigen Bürgermeister der Stadt Erlangen. Am 15. September 1822 wählten ihn die Gemeindebevollmächtigten nach dreijährigem „Dienstprovisorium“ einstimmig wieder.  Er starb 1827 einen Tag vor seinem 57. Geburtstag.
Während seiner Amtszeit als Erster Bürgermeister von Erlangen setzte sich Lindner für die Gründung einer städtischen Realschule im Jahr 1820, für den Umzug des Stadtmagistrats von der Orangerie im Schloßgarten in das ehemalige Universitätsgebäude an der Hauptstraße 1826 sowie für verschiedene Verschönerungsmaßnahmen wie etwa die Anpflanzung von Obstbäumen oder die Anlage einer Allee entlang der Bayreuther Straße ein. In Nürnberg unterstützte er die Maximilians-Heilungs-Anstalt für mittellose Augenkranke.

## Auszeichnungen
Für seine Verdienste als Erster Bürgermeister, aber auch weil er bislang kein eigenes Haus und damit kein Bürgerrecht besaß, ernannte ihn die Stadt Erlangen 1822 zum Ehrenbürger. Nachdem eine Straßenbenennung im Röthelheimpark nicht realisiert wurde, ehrte ihn die Stadt 2018 mit der Benennung der „Lindnerstraße“ im Stadtwesten.